# Giuseppe Duprà
Giuseppe Duprà (Turin, 1703 - Turin, 1784) est un peintre italien de portraits de cour du XVIIIe siècle. 

## Biographie
Particulièrement actif à Turin avec son frère aîné Domenico (1689-1770), Giuseppe Duprà étudie ensuite à Rome auprès de Marco Benefial (Rome, 1684-1764), puis en 1750 il retourne dans la capitale piémontaise au service du roi Charles-Emmanuel III, recommandé par le cardinal romain Alessandro Albani.
Toujours avec son frère, il réalise des œuvres destinées non seulement à la maison de Savoie mais aussi aux autres familles régnantes européennes : Paris, Madrid, Vienne, Bavière... 
Parmi ces œuvres, sept portraits des princes de Savoie sont conservés aujourd'hui au Pavillon de chasse de Stupinigi, divers sovraporte pour la Venaria royale et une grande toile, représentant la famille de Victor-Amédée III, au Palais royal de Turin.

## Œuvres
- Portrait en pied du cardinal Domenico Silvio Passionei (taille réelle)
- Portraits de membres de la maison de Savoie
- Ritratto di Benedetto Maria Maurizio, duca di Chiablese, col collare dell'Annunziata
- Portraits de la famille du duc de Savoie de Victor-Amédée, de sa femme Maria Antonia Ferdinanda di Borbone Spagna et de leur premier fils.